# Платон Каратаев
Платон Каратаев(? — 1812) — один из второстепенных персонажей романа-эпопеи Л. Н. Толстого «Война и мир». Солдат Апшеронского полка. По мнению доктора филологических наук, профессора С. М. Телегина Платон Каратаев является духовным, нравственным и мистическим центром всей эпопеи и занимает центральное место в раскрытии мифологического содержания романа (Телегин, 2009).

## Биография
Платон Каратаев родился в достаточно обеспеченной крестьянской семье, но однажды он отправился рубить чужую рощу, где и был пойман и отправлен в солдаты. Он был женат, дочь умерла в детстве. Герой побывал в нескольких военных походах, в Москве лежал в госпитале, но при сдаче города попал в плен к французам. В бараке для военнопленных он познакомился с Пьером Безуховым, для которого открыл смысл жизни. После оставления французами Москвы вместе с остальными пленными отправился следом за французской армией, но не выдержал трудностей похода и был убит французом.

## Внешность
Платон Каратаев — немолодой мужчина. Ему около 50 лет, хотя он сам точно не помнит свой возраст. Он одет в старую шинель, портки и грязную рубашку. Он был невысокого роста, обладал широкими плечами и большими круглыми руками. Его большие карие глаза излучали свет и тепло, а лицо казалось юным и свежим, несмотря на большое число морщин («Лицо его, несмотря на мелкие круглые морщинки, имело выражение невинности и юности…»).

## Характеристика
Платон Каратаев отличается своим добродушием, простотой, отсутствием озлобленности против врагов, заточивших его в плен. Философия Платона Каратаева заключалась в необходимости жалеть не только людей, но и животных (Басманов, Варава, 2020); он любит весь мир и никого не осуждает. В образе солдата офицером Львом Толстым отражён концепт «недеяние» древнекитайского философа Лао-Цзы. «Недеяние Каратаева — непротивление воле судьбы и жизни, умение построить свою жизнь так, как учил китайский ученый: „Кто ничего не
делает, тот делает все“. Недеяние Каратаева — это умение принять то, что ты не можешь изменить — законы природы, волю Неба и Судьбы». Схожие схождения делают американские слависты, рассматривая Платона как благородного
дикаря, даосского мудреца, юродивого, воплощение Кришны, русского Будды или западного Брахмана.
Оказавшись в плену с Пьером, он утешает его, вселяет в него надежду на светлое будущее. Пьер находит в нём того человека, которому можно довериться и без зазрения совести открыть свою душу. Герой ласков со всеми: Пьером, другими пленными, французами и даже с бездомной собакой. Он воплощает в себе всё доброе, светлое, искреннее и русское. В его уста Л. Н. Толстой часто вкладывает простые истины, которые были недоступны светскому и образованному графу Безухову.